# Arch Mission Foundation
Die Arch Mission Foundation ist eine gemeinnützige US-amerikanische Stiftung, deren Ziel es ist, redundante Datenträger mit menschlichem Wissen an verschiedenen Orten im Sonnensystem und auf der Erde zu platzieren. Das Projekt wurde 2015 von den Unternehmern Nova Spivack und Nick Slavin erdacht; 2016 gründeten sie dazu die Arch Mission Foundation.

## Inhalt der Archive
Teil der meisten Archive sind die komplette englischsprachige Wikipedia, Inhalte der Long Now Foundation, des Rosetta-Projekts und des Project Gutenberg, Teile des Internet Archives und spezielle Inhalte im Zusammenhang mit dem Ablageort oder der Mission. Es ist auch geplant, in zukünftigen Projekten Karten zu den älteren Archiven hinzuzufügen. Jedes Archiv enthält auch als Einführung den „Arch Mission Primer“, eine kurierte Zusammenstellung von Basiswissen, beginnend mit etwa einer Million Bildern und gefolgt von Wörterbüchern für alle bekannten Sprachen und mehreren Enzyklopädien, außerdem technische Erläuterungen zu den verwendeten Datenformaten. Der Primer soll schrittweise ein besseres Verständnis der übrigen Daten ermöglichen.

## Datenträgertechnik
Die Stiftung verwendet für verschiedene Projekte verschiedene Technologien. Ziel ist es, Datenträger zu verwenden, die auch ohne unsere heutige Technologie noch lesbar sind und eine viel längere potenzielle Haltbarkeit als beispielsweise das häufig in Archiven verwendete Mikroform haben. Benutzt wird z. B. das auf Nickel basierende, extrem hitze-, strahlungs- und chemikalienbeständige Nanofiche, Lasergravur im Inneren von Quarzglas, synthetische DNA und künstlicher Bernstein.

## Platzierte und geplante Archive
Die Stiftung platzierte 2018 ein Archivmedium am Bord der oberen Raketenstufe der Falcon Heavy Demonstration Mission, die sich seitdem in einem Sonnenorbit befindet. 2019 befand sich ein weiteres Medium am Bord des Mondlanders Beresheet, der jedoch auf den Mond abstürzte. Ein weiterer Versuch, ein Datenarchiv zur Mondoberfläche zu bringen, misslang Anfang 2024 mit der Peregrine Mission One, deren Lander zurück auf die Erde fiel. Mit der Mission IM-1 im Februar 2024 gelang es der Stiftung dann erstmals, ein Archivmedium intakt auf die Mondoberfläche bringen zu lassen.
Auch auf der Erde sollen Archive platziert werden, beispielsweise im Versuchsstollen Hagerbach in der Schweiz.